# Lamaní
Lamaní est une municipalité du Honduras, située dans le département de Comayagua. Elle est fondée en 1864. En 2009, la municipalité comprend 7 villages et 64 hameaux.

## Source de la traduction
- (en)/(es) Cet article est partiellement ou en totalité issu des articles intitulés en anglais « Lamaní » (voir la liste des auteurs) et en espagnol « Lamaní » (voir la liste des auteurs).